# K9322/9323次列车
柳州-金城江城际快速列车是中国铁路运行于广西柳州至金城江之间的一对快速旅客列车，车次为K9322/9323次，由南宁铁路局南宁客运段负责客运任务。列车使用中国铁路25G型客车、中国铁路25B型客车，沿黔桂铁路运行，途经柳州、宜州、金城江。全程161公里，其中柳州站至金城江站区间，运行2小时35分，使用车次为K9323次；金城江站至柳州站区间运行2小时40分，使用车次为K9322次。

## 历史
2009年1月10日，黔桂铁路扩能改造工程竣工。是年7月1日，柳州-金城江城际快速列车开通运营，当时列车使用K9321/9322次、K9323/9324次列车车次。
2014年6月1日，柳州-金城江城际快速列车更换车底为中国铁路25G型客车、中国铁路25B型客车，同时与运行于金城江到湛江区间的5537/5540、5538/5539次列车使用同组车底，并取消K9321次K9324次两个列车车次。而在5月31日，南宁铁路局组织了部分民众参加“再见，绿皮车”活动，影响甚佳，柳州-金城江城际快速列车遂也被人称为“广西最后的绿皮车”。

## 列车时刻
| K9322次 | K9322次 | K9322次 | K9322次 | 停靠站 | K9323次 | K9323次 | K9323次 | K9323次 |
| 里程    | 天数    | 到点    | 开点    | 停靠站 | 到点    | 开点    | 天数    | 里程    |
| ------- | ------- | ------- | ------- | ------ | ------- | ------- | ------- | ------- |
| 0       | 当日    | —       | 19:00   | 金城江 | 10:30   | —       | 当日    | 161     |
| 70      | 当日    | 19:48   | 19:54   | 宜州   | 09:30   | 09:33   | 当日    | 91      |
| 161     | 当日    | 21:40   | -       | 柳州   | -       | 07:55   | 当日    | 0       |

## 机车交路
自从开通以来，列车使用配属于南宁铁路局柳州机务段的韶山3型电力机车作为本务机。但在2013年10月柳州机务段配属和谐3C型电力机车之后，有铁道迷目击该段的和谐3C型电力机车牵引该列车。